# Roniviridae
Roniviridae es una familia de virus que infectan crustáceos y peces de la que se conoce un solo género, Okavirus que incluye tres especies. Contienen un genoma ARN monocatenario positivo y por lo tanto se incluyen en el Grupo IV de la Clasificación de Baltimore. La especie tipo es el Virus asociado a las branquias, que infecta peces.

## Descripción
Los virus de esta familia tienen cápsides con geometrías baciliformes y simetría helicoidal. Poseen una envoltura vírica. El diámetro es de alrededor de 20 a 30 nm. Los genomas son lineales y no segmentados, alrededor de 26 kb de longitud. La segmentación del genoma es monopartita.
La replicación viral se produce en el citoplasma. La entrada en la célula huésped se logra mediante la unión a los receptores del huésped, que media la endocitosis. La replicación sigue el modelo de replicación de los virus de ARN de cadena positiva. La transcripción de los virus de ARN de cadena positiva es el método de transcripción. Los crustáceos y peces sirven como hospedadores naturales. Las rutas de transmisión son por ingestión y difusión pasiva.

## Enfermedades
Las enfermedades asociadas a este género incluyen: GAV: enrojecimiento, bioincrustación con exoparasitos, emaciación, YHV, cabeza amarilla, detención de la alimentación, mortalidad masiva. Los órganos linfoides son estructuras anatómicas comunes a los camarones peneidos.